# Château de Matsumae
Le château de Matsumae (松前城, Matsumae-jō) se trouve à Matsumae à Hokkaidō au Japon. C'est le siège du han de Matsumae. C'est peut-être le seul château de style traditionnel de l'époque d'Edo à Hokkaidō.

## Histoire
Construit en 1606 par Matsumae Yoshihiro, il est détruit par un incendie en 1637 mais reconstruit en 1639. Plus tard, des défenses modernes sont érigées sur le site, en 1850. En 1875, le bâtiment de l’administration, trois yagura (poivrières) et une position d'artillerie sont détruits, avant que le donjon et la porte principale ne soient incendiés en 1949. Un parc occupe à présent l'emplacement de l'ancien château.
À une époque, le château contrôlait tous les visiteurs qui partaient de Hokkaidō vers le reste du Japon.